# Loi sur l'innovation et la recherche
Loi de programme pour la recherche (2006)
La loi Allègre de 1999 sur l'innovation et la recherche est une loi française initiée par Claude Allègre, alors ministre de la recherche.
Elle vise à faciliter un rapprochement entre les universités et les entreprises, en offrant aux chercheurs la possibilité de créer des sociétés innovantes de type start-up et de déposer des brevets.
Cette loi vient en complément de la loi sur le Crédit d'impôt recherche.
Elle répond à l'identification NOR: MENX9800171L